# إثيل شتارك
إثيل شتارك (بالإنجليزية: Ethel Stark) (و. 1910 – 2012 م) هي موزعة (موسيقى)، وعازفة كمان، وموسيقية، وتربوية كندية، ولدت في مونتريال، تستخدم آلات كمان، توفيت في مونتريال، عن عمر يناهز 102 عاماً.
.
سُمّيت حديقة في مونتريال باسمها. تقع حديقة إثيل-ستارك عند تقاطع شارعي برينس-آرثر أويست وكلارك.
تم تقديم حفل "بوب" لأوركسترا تورنتو السيمفونية كضيفة شرف بقيادة إثيل في فبراير 1946. وقد تم استقبال الأداء بحرارة، واكتسب شهرة وشعبية، ووقعت أوركسترا مونتريال النسائية عقدًا في خريف عام 1947. وقد لوحظ أن إثيل شعرت "أن عقد العزف في قاعة كارنيجي ليس بالنسبة لها ولموسيقييها هو الإجابة على آمال وطموحات كل فنان بقدر ما هو اعتراف بأنه من المقبول أخيرًا أن هناك مكانًا للنساء في الموسيقى

## التعليم
تعلمت في مؤسسة كيرتس للموسيقى ‏.
في عام 1980 حصلت على درجة الدكتوراه في القانون، درجة فخرية من جامعة كونكورديا

## جوائز
حصلت على جوائز منها:
- نيشان الرتبة الوطنية لكيبيك من رتبة ضابط أكبر (2003)[12]
- نيشان كندا من رتبة عضو.